# Audomarus
Audomarus, ook genoemd Omaar (Frans: Omer en Duits: Otmar) (ca. 600 - ca. 670), is een geestelijke die leefde in de 7e eeuw. Zijn afkomst wordt gesitueerd in Normandië, in het dorp Orval nabij Coutances. Hij werd later als rooms-katholiek heilige vereerd.
Hij was de enige zoon van een zekere Friulphus en trad na diens dood in het klooster van Luxeuil, dat door de stichting door Columbanus tot de Ierse invloedssfeer behoorde. Op last van koning Dagobert I (629-639) werd hij in het kader van de kerstening van Noord-Gallië tot bisschop van Terwaan, diocesis Morinensis, aangesteld. In zijn missioneringsactiviteiten richtte hij zich in de eerste plaats op de lokale elite. Op deze wijze kon hij onder andere bekomen dat een zekere Adroaldus de villa Sithiu aan Bertinus en zijn metgezellen schonk om er een abdij op te richten (Sint-Bertinusabdij te Sint-Omaars). Al bij al is over de andere activiteiten van deze eerste bisschop van Terwaan weinig bekend. In de schenking van de O.-L.-Vrouwekerk (de latere Kathedraal van Sint-Omaars) bepaalde hij in die kerk begraven te willen worden. Na Audomarus’ dood op 1 november in 668 of 669 vervulde Bertinus dan ook zijn wil.
Rondom zijn relieken werd tussen het kapittel van de O.L.Vrouwekerk en de nabije Sint-Bertijnsabdij lange tijd strijd geleverd.
Zijn relieken werden in 1052, 1269, 1324 en 1469 gevisiteerd. Tijdens de Franse Revolutie werd zijn schrijn naar Parijs gebracht, de relieken werden vernietigd en het schrijn omgesmolten. Enkel zijn cenotaaf in de kathedraal van Sint-Omaars is bewaard gebleven. 
Er zijn een aantal kerken aan deze geestelijke toegewijd (zie Sint-Audomaruskerk).
- Gemeinsame Normdatei: 11937837X
- Virtual International Authority File: 5739859
- WorldCat: E39PBJmXFWqHHxgh6CTG8q7PwC